# 向坂逸郎
向坂 逸郎（さきさか いつろう、1897年2月6日 - 1985年1月22日）は、日本のマルクス経済学者・社会主義思想家。九州大学教授・社会主義協会代表を歴任。

## 来歴・人物

### 学生時代
福岡県大牟田市に会社員の息子として生まれる。弟に向坂正男、山崎八郎がいる。福岡県立八女中学校（1年夏から3年夏までは北海道庁立小樽中学校に転校。）、同県立小倉中学校、第五高等学校を経て、1921年に東京帝国大学（現東京大学）経済学部を卒業すると、東京帝大の助手となった。五高在学中、ドイツ語の勉強のために、カール・マルクスの著作を読んだことからマルクス主義に傾倒するようになったという。

### ドイツ留学と結婚
1922年11月より1925年5月までドイツ・ベルリンに留学。留学中はマルクス主義関係の著作を読むことに専念、この時期にマルクス主義の世界観をほぼ確立した。当時のドイツは第一次世界大戦後の猛烈なインフレーションによりマルクが暴落しており（ヴァイマル共和政のハイパーインフレーション）、向坂は外貨でマルクス主義に関する貴重な書物を大量に買い集めることが出来た。向坂がマルクス主義文献の収集家となった基礎はこのときに築かれたと言ってよい。これより先、1922年10月嶺ゆきと婚約、帰国後の1925年6月、土屋喬雄夫妻を仲人役に結婚した。

### 九州帝国大学教授に
ドイツから帰国すると、九州帝国大学（現九州大学）助教授に任命され、1926年には教授に昇進した。また、雑誌『労農』の同人および論客としても知られ、日本を代表するマルクス経済学者の一人となった。

### 当局からの弾圧
1928年に治安維持法が改正されるなど社会主義、共産主義に対する弾圧が厳しくなると、マルクス主義者の向坂に対する風当たりも強くなった。
文部省による左傾教授処分方針が示される中、同年4月21日、佐々弘雄、石浜知行とともに九大に辞表を提出。その後東京に移った向坂は改造社の『マルクス・エンゲルス全集』の編纂と翻訳に携わった。同時に、1928年からの地代論争、1930年代の日本資本主義論争では、労農派の代表的論客として活躍した。向坂の地代論争での論文は『地代論研究』に、日本資本主義論争での論文は『日本資本主義の諸問題』にそれぞれまとめられている。
1937年に第1次人民戦線事件に連座して逮捕・投獄される。保釈後も言論活動を封じられ、匿名でドイツ語書籍を翻訳するとともに、細々と農業で自給自足的に暮らした。厳しい監視下で、多くの社会主義者・共産主義者が生活のためもあり転向していく中で、彼もまた体制に積極的に抵抗することはできなかったが、それに媚びる言動はなかった。向坂の弟子である小島恒久（『向坂逸郎　その人と思想』）らだけでなく向坂と思想を異にする林健太郎（自伝『昭和史と私』）なども、向坂の戦中の態度を肯定的に評価している。

### マルクス経済学者としての活動
日本の敗戦とともにマルクス主義研究と社会主義運動は再び可能になった。向坂は1946年「歴史的法則について」を発表し、日本の革命形態は平和革命であることをいちはやく主張した。また1946年には社会主義運動を続けるという条件のもとに、九州大学経済学部教授に復帰した。前期（4月－9月）は東京で過ごし後期（10月－3月）のみ福岡に滞在して授業をおこなうという勤務形態であったが、当時はそれが許された。マルクス経済学者としての主要な著書には『経済学方法論』（河出書房　1949年）、『マルクス経済学の方法』（岩波書店　1959年）、『マルクス経済学の基本問題』（岩波書店　1962年）、『マルクス伝』（新潮社　1962年）などがある。また、『資本論』（1947年）、『共産党宣言』（大内兵衛と共訳　1951年）などの翻訳を岩波文庫から刊行した。福岡（九州大学）と東京の双方で各種の研究会を主宰し、多くのマルクス主義研究者を養成した。これらの弟子や知人研究者の協力を得て『マルクス・エンゲルス選集』（新潮社　全12巻、別巻4巻　1956-1962年）を編集した。

### 左派社会党
1951年、山川均らとともに社会主義協会を創設し、日本社会党左派の理論的支柱となり、左社綱領の作成に携わったりした。1958年に山川が亡くなると、社会主義協会の中心人物となった向坂は総評の太田薫・岩井章らとともに社会党再統一に対する批判を開始し、マスコミの注目を浴びるようになった。

### 三池闘争
向坂は大学での講義や言論活動の傍ら、社会党や労組の活動家を自宅に集めて『資本論』を講義したり、全国の勉強会に気軽に赴いて、労働者の教育に力を入れたために、次第に社会主義協会系の活動家の間で向坂はカリスマ的存在となった。特に、向坂が力を入れたのが福岡県の三井三池炭鉱での活動家育成で、1960年の三池闘争の中心となったのは向坂が育成した活動家たちであった。三池闘争は最終的に労働者側の全面敗北に終わったが、向坂の思想は社会主義活動家に大きな影響を与えるようになり、向坂自身も三井三池争議を神聖化するようになった。

### 構造改革論争
1960年代に社会党内で構造改革論争が起こると向坂は構造改革論を「日和見主義」と批判し、佐々木派と組んで構造改革派に対する批判を開始し、佐々木更三の庇護の下に社会主義協会系の活動家を党内で増やして、社会党に対する発言権を強めていった。1967年、社会主義協会は太田派と向坂派に分裂する。しかし、党大会の代議員で多数を占めて社会党の運営にも大きな影響を与えたのは向坂派だったため、一般に社会主義協会と言えば向坂派を指すようになった。

### 社会党内での発言力増大
1970年代、末端の活動家を押さえた向坂派社会主義協会は社会党内で大きな発言権を有するようになった。1968年決定された「社会主義協会テーゼ」には向坂の意向が強く反映され、彼の社会主義思想の集大成ともいえるものであった。
60年代末から70年代前半にかけて日本経済の発展は著しく、共産党や新左翼諸派の勢力が拡大した。こうしたなかで無党派の活動家は社会党系であり理論を有する社会主義協会に引き寄せられた。共産党勢力の伸張は官公労で顕著であり、労組幹部はこれに対抗するものとして社会主義協会系活動家を積極的に育成した。こうして60年代末に大きく落ち込んだ社会党の党勢は、向坂派社会主義協会の伸張にともない70年代前半から中期にかけて一定の回復を示した。

### ソ連への急速な接近
しかし向坂は、1960年代後半からソ連などの社会主義国に急速に接近し、チェコスロバキア侵攻（1968年）やアフガニスタン侵攻（1980年）を支持した。雑誌のインタビューでは、「プロレタリア独裁の下では政府に反対する言論表現の自由は絶対にない。日本に社会主義政権が誕生すれば、非武装中立を見直す」と、社会主義政権下での言論の自由を否定するだけでなく、社会党の党是であった護憲・非武装中立政策は資本主義の間だけのことであって、社会党政権になれば直ちに社会主義憲法に改訂、軍備を持ってワルシャワ条約機構に加入する事を示唆する発言をした。彼の弟子たちはソ連や東ドイツなどに招待されて友好訪問を繰り返し、「社会主義の優位性」を讃美した。また戦前の労農派マルクス主義を重視するあまり戦後の高度経済成長による日本社会の変化を無視した側面があった。そのため向坂派社会主義協会が社会党内で勢いを振るったことは、社会党の長期低落傾向を克服することにはならず、基本的にはむしろ促進したとする意見もある。さらにこの頃、向坂派社会主義協会の若い活動家たちは若干の「前進」を過信し、古参社会党員と摩擦を深めることも多かった。

### 協会規制に抗して
1974年、向坂と手を切った佐々木更三や江田三郎らが「7人委員会」を結成して反協会の姿勢を明らかにすると、向坂らはこれに強く反発した。
1977年2月の党大会では社会主義協会系の活動家たちが副委員長の江田三郎に暴言を浴びせ、糾弾する事態に発展した。江田は同年に社会党を離党して社会市民連合を結成したが、間もなく急死した。社会主義協会は社会党内で急速に孤立した。

### 理論研究集団に
こうした動向は、労使協調路線への転換を模索していた総評に向坂派社会主義協会を押さえ込むことを決断させた。社会党、社会主義協会とも総評の調停を受け入れ、1977年秋の党大会で社会主義協会規制が決定された。この大会では2月大会と勢力が逆転し、協会系活動家が激しく罵倒された。
1978年の社会主義協会第11回大会（総会）では、社会主義協会は理論研究集団に徹し、政治活動はおこなわないことを認めた。

### 晩年
東郷健との対談（『週刊ポスト』1978年新年号、小学館）で、向坂は「ソヴィエト社会主義社会になれば、お前の病気（オカマ）は治ってしまう」「こんな変な人間を連れて来るなら、もう小学館の取材には一切応じない」等の暴言を吐き、激怒した東郷は中座した。関西学院大学で池内信行の薫陶を受けた東郷曰く、自らは百坪超の豪邸に住まい、都心のアパート家賃の相場さえ知らない向坂は、全くブルジョアにしか見えなかったという。
晩年、側近の学者たちが次々と西欧型社会民主主義に転向して彼の下を去っていくなか、向坂は社会主義協会の団結を維持することに苦慮した。
1985年1月22日、87歳で死去。

## 岩波文庫『資本論』翻訳問題
1983年、向坂逸郎訳『資本論』(岩波文庫、旧版)の協力者岡崎次郎が著書『マルクスに凭れて六十年』（青土社、1983年）で、訳はほぼ岡崎自身のものだが共訳者の筈が下訳者とされ、向坂はほとんど手を加えていないこと、にもかかわらず印税は当初折半で、後に千疋屋で会食して向坂に騙されるかたちで岡崎が権利を放棄し、結局全額が向坂の収入になったことなど、その経緯を岡崎の観点から暴露し、向坂逸郎を強く批判した。2023年『マルクスに凭れて六十年』が航思社から復刊され、この問題が再び注目されることになった。
向坂逸郎没後の2000年に夫人のゆきは、おそらく自分だけが知っていて岡崎次郎も知らないこととして、向坂逸郎は岩波書店に『資本論』を岡崎との共訳とすることを申し入れたが岩波に拒否され、名義は向坂逸郎単独訳とするが印税は折半することとした、と語った。実際に岡崎次郎に対しては下訳者ではなく共訳者として印税が支払われ、向坂逸郎執筆の岩波文庫(旧版)『資本論』第12分冊「あとがき」では、「殊に共訳者岡崎次郎氏がなかったら、この仕事は、こんなに早く、こんなによくは出来上がらなかったであろう。」(ｐ39)と岡崎次郎を共訳者と明記している。向坂逸郎の評伝を執筆した石河康国は、岩波書店は恐らく向坂逸郎単独訳の方が販売に有利だと判断したのであろう、と推測している。『マルクスに凭れて六十年』航思社版(2023年)解説を担当した市田良彦は、向坂を批判しながらも、共訳とは表紙などに書けないから岩波書店のほうが向坂に「下訳」と書くよう促した可能性もあると記している。
印税折半取消と百周年記念版『資本論』(岩波書店、1967年)については、石河康国は、向坂は『資本論』印税が社会主義運動の重要な来源であったのに、岡崎は大月書店版『資本論』の印税もあるうえにもっぱら個人の趣味に費やしていたので印税折半取消を求めたのだろうと推測している。「向坂逸郎と岩波文庫『資本論』翻訳問題」を書いた瀬戸宏は、向坂逸郎側は、百周年記念版にあたって向坂逸郎が改めて翻訳したので共訳問題は消滅したこと、岩波書店に直接渡す原稿はすべて向坂が手書きしており、岡崎の訳稿をほとんど検討せず訳者名だけ向坂名にしたとは考えにくいこと、岡崎が騙されたと感じた千疋屋での会食で向坂側は逆に岡崎と和解したと考えていたと指摘している。石河康国、瀬戸宏とも、岡崎次郎の怒りは誤解による感情のもつれであり、向坂逸郎には研究倫理上で糾弾される行為はなかったと結論付けている。

## エピソード
- 向坂はソ連のマルクス・レーニン主義研究所の研究員が驚嘆するほどのマルクス主義文献の収集家でもあった。収集した文献や資料は死後、法政大学大原社会問題研究所に寄贈された。右派の谷沢永一や渡部昇一も「マルクス主義文献の収集家としてはトップクラス」と高く評価している[17]。
- 向坂を支え続けた夫人・ゆきは、2007年6月21日102歳で死去した。向坂逸郎が1952年に全食糧労働組合の寮であった中古家屋を購入し[18]、資本論学習会などの会場に使われた中野区鷺宮の自宅建物は、ゆき夫人健在中は居住を続けるという条件で蔵書寄贈と同時に法政大学に寄贈された。夫人逝去後の2009年12月から2010年1月にかけて取り壊され、跡地には法政大学向坂逸郎記念国際交流会館が建設された。2010年10月18日竣工記念式典が開催された。向坂夫妻には子女がおらず、向坂逸郎の著作権は、ゆき夫人の生前生活上の世話をおこなっていた和気誠が、夫人の遺言により継承・管理していた。和気誠が2022年8月に逝去した[19]後は、和気夫人の文子が著作権を継承している。

## 関連事項
- 社会主義協会
- 社会主義協会テーゼ
- 労農派
- 日本資本主義論争
- 日本炭鉱労働組合（炭労）